# Paravolvulus massagetus
Paravolvulus massagetus är en skalbaggsart som beskrevs av Kryzhanovskij in Kryzhanovskij och Reichardt 1976. Paravolvulus massagetus ingår i släktet Paravolvulus och familjen stumpbaggar. Inga underarter finns listade i Catalogue of Life.